# Q School
Q School – amatorskie zawody snookera, które stanowią kwalifikację do zawodowego World Snooker Tour. Odbywają się corocznie, przed rozpoczęciem sezonu zawodowego.
Q School powstała w celu usprawnienia procesu kwalifikacji do World Snooker Tour. Seria meczów play-off odbywa się co roku przed sezonem. Gracze płacą stałą opłatę wpisową, aby wziąć udział w rozgrywkach play-off. Nie ma nagród pieniężnych. Zawodnicy, którzy zakwalifikują się do turnieju, otrzymują dwuletnią kartę wstępu na Main Tour.

## Kwalifikacje światowe
Dla każdego wydarzenia wymienieni są zawodnicy, którzy zakwalifikowali się do World Snooker Tour.
| Rok  | Miejsce           | Liczba zawodników | Turniej        | Data zakończenia | Kwalifikant 1         | Kwalifikant 2        | Kwalifikant 3         | Kwalifikant 4         | Przypis |
| ---- | ----------------- | ----------------- | -------------- | ---------------- | --------------------- | -------------------- | --------------------- | --------------------- | ------- |
| 2011 | Sheffield         | 124               | Turniej 1      | 16 maja          | Andrew Norman         | David Grace          | Adam Wicheard         | Robin Hull            | [ 2 ]   |
| 2011 | Sheffield         | 124               | Turniej 2      | 22 maja          | Li Yan                | David Morris         | Simon Bedford         | Tian Pengfei          | [ 3 ]   |
| 2011 | Sheffield         | 124               | Turniej 3      | 28 maja          | Kurt Maflin           | Stuart Carrington    | Adam Duffy            | David Gilbert         | [ 4 ]   |
| 2012 | Sheffield         | 115               | Turniej 1      | 17 maja          | Martin O’Donnell      | Sam Baird            | Ian Burns             | Chen Zhe              | [ 5 ]   |
| 2012 | Sheffield         | 115               | Turniej 2      | 23 maja          | Daniel Wells          | Jamie O’Neill        | Sean O’Sullivan       | Paul Davison          | [ 6 ]   |
| 2012 | Sheffield         | 115               | Turniej 3      | 29 maja          | Rod Lawler            | Michael Wasley       | Joel Walker           | Robbie Williams       | [ 7 ]   |
| 2013 | Sheffield         | 110               | Turniej 1      | 14 maja          | Elliot Slessor        | Alex Davies          | Lee Page              | Hammad Miah           | [ 8 ]   |
| 2013 | Sheffield         | 110               | Turniej 2      | 18 maja          | Ahmed Saif            | Ross Muir            | Ryan Clark            | Alexander Ursenbacher | [ 9 ]   |
| 2013 | Sheffield         | 110               | Turniej 3      | 22 maja          | David Morris          | Lee Spick            | Chris Wakelin         | Fraser Patrick        | [ 10 ]  |
| 2014 | Gloucester        | 145               | Turniej 1      | 15 maja          | Craig Steadman        | Chris Melling        | Zhang Anda            | Tian Pengfei          | [ 11 ]  |
| 2014 | Gloucester        | 145               | Turniej 2      | 21 maja          | Liam Highfield        | Michael Georgiou     | Lee Walker            | Michael Leslie        | [ 12 ]  |
| 2015 | Burton upon Trent | 166               | Turniej 1      | 19 maja          | Sydney Wilson         | Daniel Wells         | Eden Szaraw           | Rhys Clark            | [ 13 ]  |
| 2015 | Burton upon Trent | 166               | Turniej 2      | 25 maja          | Jason Weston          | Gareth Allen         | Duane Jones           | Paul Davison          | [ 14 ]  |
| 2016 | Burton upon Trent | 182               | Turniej 1      | 16 maja          | Fang Xiongman         | Christopher Keogan   | Cao Yupeng            | Chen Zhe              | [ 15 ]  |
| 2016 | Burton upon Trent | 182               | Turniej 2      | 22 maja          | Michael Georgiou      | John Astley          | Alex Borg             | David John            | [ 16 ]  |
| 2016 | Burton upon Trent | 182               | Order of Merit | Order of Merit   | Craig Steadman        | Jamie Curtis-Barrett | Ian Preece            | Adam Duffy            | [ 17 ]  |
| 2017 | Preston           | 206               | Turniej 1      | 14 maja          | Lukas Kleckers        | Allan Taylor         | Billy Joe Castle      | Ashley Hugill         | [ 18 ]  |
| 2017 | Preston           | 206               | Turniej 2      | 20 maja          | Duane Jones           | Sanderson Lam        | Paul Davison          | Chen Zifan            | [ 19 ]  |
| 2017 | Preston           | 206               | Order of Merit | Order of Merit   | Zhang Yong            | Sean O’Sullivan      | Joe Swail             | Martin O’Donnell      | [ 20 ]  |
| 2018 | Burton upon Trent | 202               | Turniej 1      | 19 maja          | Jak Jones             | Sam Baird            | Hammad Miah           | Sam Craigie           | [ 21 ]  |
| 2018 | Burton upon Trent | 202               | Turniej 2      | 25 maja          | Jordan Brown          | Craig Steadman       | Lu Ning               | Zhao Xintong          | [ 22 ]  |
| 2018 | Burton upon Trent | 202               | Turniej 3      | 31 maja          | Thor Chuan Leong      | Kishan Hirani        | Andy Lee              | Ashley Carty          | [ 23 ]  |
| 2019 | Wigan             | 218               | Turniej 1      | 23 maja          | Xu Si                 | David Lilley         | Jamie O’Neill         | Soheil Vahedi         | [ 24 ]  |
| 2019 | Wigan             | 218               | Turniej 2      | 29 maja          | Chen Zifan            | Riley Parsons        | Louis Heathcote       | Fraser Patrick        | [ 25 ]  |
| 2019 | Wigan             | 218               | Turniej 3      | 4 czerwca        | Barry Pinches         | Alex Borg            | Alexander Ursenbacher | Andy Hicks            | [ 26 ]  |
| 2019 | Wigan             | 218               | Order of Merit | Order of Merit   | Si Jiahui             | Billy Castle         | Peter Lines           | Lei Peifan            | [ 27 ]  |
| 2020 | Sheffield         | 172               | Turniej 1      | 7 sierpnia       | Lee Walker            | Peter Devlin         | Simon Lichtenberg     | Fan Zhengyi           | [ 28 ]  |
| 2020 | Sheffield         | 172               | Turniej 2      | 8 sierpnia       | Jamie Jones           | Zak Surety           | Oliver Lines          | Ben Hancorn           | [ 29 ]  |
| 2020 | Sheffield         | 172               | Turniej 3      | 9 sierpnia       | Rory McLeod           | Jamie Wilson         | Farakh Ajaib          | Steven Hallworth      | [ 30 ]  |
| 2021 | Sheffield         | 196               | Turniej 1      | 1 czerwca        | Peter Lines           | Fraser Patrick       | Jackson Page          | Yuan Sijun            | [ 31 ]  |
| 2021 | Sheffield         | 196               | Turniej 2      | 7 czerwca        | Barry Pinches         | Craig Steadman       | Michael Judge         | Alfie Burden          | [ 32 ]  |
| 2021 | Sheffield         | 196               | Turniej 3      | 13 czerwca       | Ian Burns             | Lei Peifan           | Dean Young            | Duane Jones           | [ 33 ]  |
| 2021 | Sheffield         | 196               | Order of Merit | Order of Merit   | Hammad Miah           | Mitchell Mann        | –                     | –                     | [ 34 ]  |
| 2022 | Sheffield         | 173               | Turniej 1      | 21 maja          | Rod Lawler            | Andy Lee             | Fergal O’Brien        | Bai Langning          | [ 35 ]  |
| 2022 | Sheffield         | 173               | Turniej 2      | 27 maja          | Adam Duffy            | Aaron Hill           | Zak Surety            | Sanderson Lam         | [ 36 ]  |
| 2022 | Sheffield         | 173               | Turniej 3      | 2 czerwca        | James Cahill          | John Astley          | Jenson Kendrick       | Lukas Kleckers        | [ 37 ]  |
| 2023 | Leicester         | 208               | Turniej 1      | 31 maja          | Alexander Ursenbacher | Andrew Higginson     | Liam Pullen           | Andrew Pagett         | [ 38 ]  |
| 2023 | Leicester         | 208               | Turniej 2      | 6 czerwca        | Dean Young            | Louis Heathcote      | Stuart Carrington     | Alfie Burden          | [ 39 ]  |
| 2024 | Leicester         | 167               | Turniej 1      | 26 maja          | Artemijs Žižins       | Allan Taylor         | Haydon Pinhey         | Wang Yuchen           | [ 40 ]  |
| 2024 | Leicester         | 167               | Turniej 2      | 1 czerwca        | Antoni Kowalski       | Chris Totten         | Farakh Ajaib          | Mitchell Mann         | [ 41 ]  |
| 2025 | Leicester         | 171               | Turniej 1      | 26 maja          | Liam Pullen           | Oliver Brown         | Alexander Ursenbacher | Mateusz Baranowski    | [ 42 ]  |
| 2025 | Leicester         | 171               | Turniej 2      | 1 czerwca        | David Grace           | Ian Burns            | Fergal Quinn          | Connor Benzey         | [ 43 ]  |

## Azja i Oceania
| Rok  | Miejsce | Liczba uczestników | Turniej   | Data zakończenia | Kwalifikant 1         | Kwalifikant 2                         | Przypis |
| ---- | ------- | ------------------ | --------- | ---------------- | --------------------- | ------------------------------------- | ------- |
| 2022 | Bangkok | 70                 | Turniej 1 | 5 czerwca        | Muhammad Asif         | Thanawat Thirapongpaiboon Asjad Iqbal | [ 45 ]  |
| 2022 | Bangkok | 70                 | Turniej 2 | 11 czerwca       | Dechawat Poomjaeng    | Himanshu Jain                         | [ 46 ]  |
| 2023 | Bangkok | 99                 | Turniej 1 | 6 czerwca        | Thor Chuan Leong      | Manasawin Phetmalaikul                | [ 47 ]  |
| 2023 | Bangkok | 99                 | Turniej 2 | 12 czerwca       | Ishpreet Singh Chadha | He Guoqiang                           | [ 48 ]  |
| 2024 | Bangkok | 99                 | Turniej 1 | 27 maja          | Lim Kok Leong         | Sunny Akani                           | [ 49 ]  |
| 2024 | Bangkok | 99                 | Turniej 2 | 2 czerwca        | Haris Tahir           | Kreishh Gurbaxani                     | [ 50 ]  |
| 2025 | Bangkok |                    | Turniej 1 | 18 maja          | Chatchapong Nasa      | Liu Wenwei                            | [ 51 ]  |
| 2025 | Bangkok | Turniej 2          | 24 maja   | Xu Yichen        | Zhao Hanyang          | [ 52 ]                                |         |

1. ↑  Zawodnik nie został dopuszczony do członkostwa w WPBSA

## Statystyki
- Craig Steadman zakwalifikował się z Q School rekordową liczbę 4 razy.
- Paul Davison, Fraser Patrick(inne języki), Duane Jones i Alexander Ursenbacher zakwalifikowali się z tego wydarzenia trzykrotnie[53].
- Michael Georgiou, Jordan Brown, David Gilbert, Fan Zhengyi, Fergal O’Brien i Zhao Xintong to sześciu zakwalifikowanych z Q School, którzy wygrali turnieje rankingowe.
- Najmłodszym uczestnikiem kwalifikacji Q School był Lei Peifan w wieku 15 lat, natomiast najstarszym był Peter Lines, który zakwalifikował się w 2021 roku mając 51 lat.